# Jessica Biel
Jessica Claire Biel-Timberlake (Ely, Minnesota, 3 de març de 1982) és una actriu estatunidenca. Es va fer popular amb el seu paper a la sèrie de televisió de llarga durada 7th Heaven. Des d'aleshores ha protagonitzat moltes pel·lícules, entre les quals destaquen The Texas Chainsaw Massacre (2003), Blade: Trinity (2004), I Now Pronounce You Chuck and Larry (2007), The A-Team (2010), New Year's Eve (2011) i Total Recall (2012). Està casada amb Justin Timberlake.

## Biografia

### Inicis
Jessica Claire Biel va néixer a Ely, Minnesota, filla de Kimberly Biel (Conroe, cognom de soltera), mestressa de casa, i Jon Biel, empresari. Té un germà petit, Justin, que va néixer el 1985. Biel és descendent de nadius americans (choctaw), alemanys, francesos, anglesos i irlandesos. La família Biel va viure a Texas, Connecticut i Illinois, abans d'establir-se finalment a Boulder (Colorado).

### Inicis de la seva carrera
Inicialment Biel practicava per convertir-se en cantant, i va aparèixer en diverses produccions musicals de la seva ciutat natal. Als 12 anys, Biel va assistir a The International Modeling and Talent Association Conference a Los Angeles, on va ser descoberta per una agència de talent per la qual va signar. Va començar el seu treball com a model fent anuncis impresos, així com els que apareixen en comercials per a productes com Deluxe Paint i Pringles. Biel va tenir el paper protagonista en un curt musical de baix pressupost titulat It's a Digital World.

### Ascens a la fama (1996–2002)
Als 14 anys, va fer una audició per a diversos pilots de televisió. Biel va ser escollida per personificar a la germana gran del drama familiar 7th Heaven. Originalment, estava planificat que el xou sortís a l'aire per la FOX, però va ser canviat per The WB Television Network. 7th Heaven ha durat 11 temporades, per la qual cosa és el drama familiar de més llarga durada en la història de la televisió, i també es va convertir en el xou amb més alt rating de The WB.
El primer paper de Biel en un llargmetratge va ser en l'aclamat drama de la neta de Peter Fonda anomenat Ulee's Gold, estrenat el 1997. Allà interpretava una adolescent gòtica i rebel, paper pel qual va obtenir un premi Young Artist. La primavera de 1998, durant un descans dels enregistraments de 7th Heaven, Biel va protagonitzar la pel·lícula de nadal I'll Be Home for Christmas, al costat de Jonathan Taylor Thomas.
El 2000, durant la quarta temporada de 7th Heaven, Biel va comentar que es va cansar d'interpretar al sa nen predicador, i va culpar a la sèrie de donar-li una imatge "neta", i que per això va perdre un paper en American Beauty (paper que se li va donar a Thora Birch). En un últim intent que l'acomiadessin i finalitzés el seu contracte, posa seminua per a la portada de la revista Gear. Fans i els productors de 7th Heaven es van indignar, i la sessió fotogràfica va encendre també una gran controvèrsia, ja que Biel era menor d'edat en aquell moment.
El 2001, Biel va actuar al costat de Freddie Prinze, Jr. en Summer Catch. L'any següent, interpreta la promíscua Lara, una estudiant, en The Rules of Attraction, una adaptació de la novel·la de Bret Easton Ellis del mateix nom.

### Èxit (2003–2005)

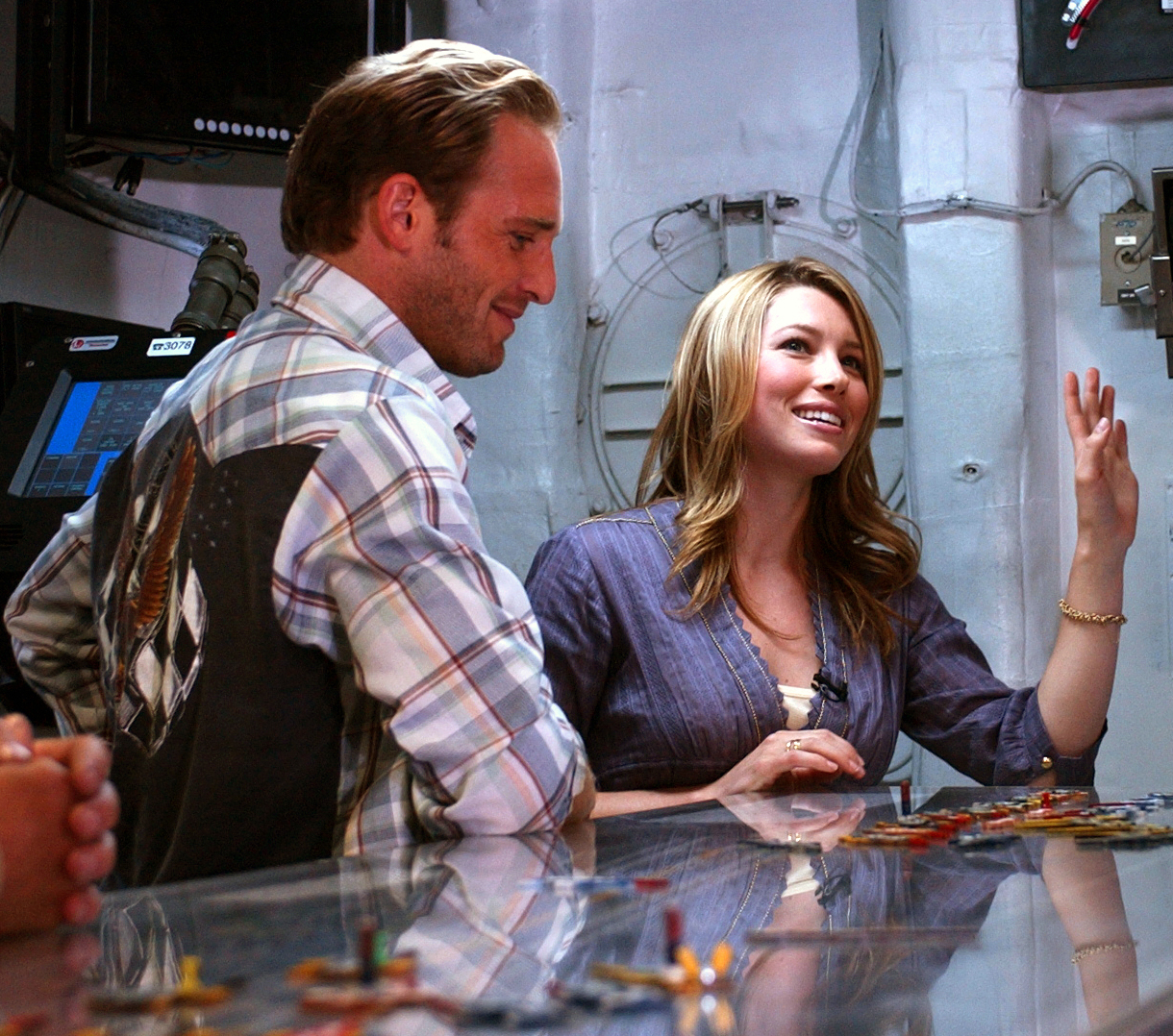
Biel amb Josh Lucas en el set de Stealth: L'amenaça invisible.

Després de deixar 7th Heaven en la sisena temporada, Biel interpreta a l'heroïna del remake de The Texas Chainsaw Massacre, l'hivern de 2003, Biel comença a treballar en el tercer lliurament de Blade: Trinity. Gairebé immediatament acabada la filmació de Blade Trinity el 2004, viatja a Austràlia per començar amb el rodatge de pel·lícula d'acció/thriller Stealth: L'amenaça invisible. Gran part del film va ser rodat a bord de l'USS Abraham Lincoln. Ambdues pel·lícules van ser bastant criticades i fracassos en la taquilla. Stealth amb un pressupost de 130 milions de dòlars, va aconseguir recaptar solament 76 milions a tot el món. Biel també va fer un cameo en la pel·lícula Cellular de 2004, que va protagonitzar amb el seu llavors promès en la vida real Chris Evans.

### Progrés (2006–present)
La carrera cinematogràfica de Biel va començar quan va encarnar la duquessa Sophie von Teschen en L'il·lusionista, coprotagonizada amb Edward Norton i Paul Giamatti. La pel·lícula va rebre moltes crítiques positives i va ser un canvi en la trajectòria de Biel, que anteriorment havia tingut papers més contemporanis. Va ser guardonada amb el Premi Rising Star en el Palm Springs International Film Festival i va guanyar un premi Achievement en el Newport Beach Film Festival per la seva actuació.
En el film de 2006, Home of the Brave, Biel interpreta una veterana de la guerra de l'Iraq, un drama sobre els soldats que lluiten per adaptar-se en la societat després d'enfrontar la guerra. La seva actuació va ser ben rebuda, però comercialment el film va ser un fracàs. Després d'haver estat presentant en cinemes, el film finalment va sortir directe al DVD a finals de 2007. Biel i el seu coprotagonista de Home of the Brave, Samuel L. Jackson van ser nominats pels premis Prism per les seves respectives actuacions.
Mentrestant, després de tres anys d'absència, Biel va sorprendre als teleespectadors en tornar al que seria el final de la sèrie 7th Heaven (posteriorment el xou va ser renovat inesperadament en l'últim minut per The CW Television Network). L'episodi ja havia estat rodat, però la productora i creadora Brenda Hampton va decidir que Biel havia de sortir en l'episodi, finalment Biel va arribar a un acord d'aparèixer en les escenes durant el descans de la filmació de la seva propera pel·lícula Next de 2007. En el film Next, Biel actua al costat de Nicolas Cage i Julianne Moore. A continuació, protagonitza la comèdia d'estiu, I Now Pronounce You Chuck and Larry, coprotagonizada amb Adam Sandler i Kevin James. Igual que la seva pel·lícula anterior, The Texas Chainsaw Massacre, Chuck and Larry té molts espectadors, sent número 1 en taquilla en la seva primera setmana. També va produir i va protagonitzar un curtmetratge titulat Hole in the Paper Sky, estrenat el 2008.
Biel va ser convidada per presentar als nominats en els Premis Globus d'Or amb Rosario Dawson i Matthew Perry i els Oscar el 2007. A la fi del mateix any, Biel va representar a una stripper en Powder Blue. En aquest film comparteix repartiment amb Forest Whitaker (que va produir també el film) Ray Liotta i Patrick Swayze. Aquest és el seu primer film on fa escenes de nus.
Al començament de 2008, Biel va volar a Anglaterra per filmar Una família amb classe, una adaptació de Noël Coward. Igual que la novel·la, la pel·lícula es desenvolupa en la dècada de 1920 i Biel interpreta una vídua, Larita, que contreu matrimoni, en un impuls del moment, amb John Whittaker a França, però han de fer front a la desaprovació de la família del marit quan tornen a Anglaterra. El film es va estrenar al setembre de 2008, en el Festival Internacional de Cinema de Toronto.
L'abril de 2008, Biel va començar a treballar en la sàtira política Accidental Love, amb Jake Gyllenhaal. La pel·lícula gira entorn d'una dona a qui accidentalment li insereixen un clau en el cap que li provoca trastorns de personalitat. Va tornar a filmar a finals de juny després de diversos problemes. La pel·lícula s'estrenà el 2009. Biel està treballant en altres pel·lícules, inclosa l'animació de ciència-ficció Planet 51, a la qual Biel posarà la seva veu. També està coproduint i actuant en Die a Little, una adaptació contemporània de la novel·la per Megan Abbott. Encara no hi ha una data acordada per al començament del rodatge.

## Vida personal
Entre el 1998 i el 2001 va tenir una relació amb l'actor Adam LaVorgna. Entre els anys del 2004 i el 2006 va tenir una relació amb l'actor Chris Evans, també conegut pel seu paper a Capità Amèrica.
El gener del 2007, va començar a sortir amb el cantant i actor Justin Timberlake, amb el qui ha sigut fotografiada en diverses ocasions. Es van comprometre al desembre del 2011. La parella es va casar el 19 d'octubre del 2012 en el complex Borgo Egnazia al municipi de Fasano, Itàlia.
A l'octubre del 2014 es va donar a conèixer que estava esperant al seu primer fill al costat de Justin Timberlake. El novembre del 2014 es va confirmar l'embaràs de l'actriu. L'11 d'abril del 2015 va néixer el seu fill, Silas Randall Timberlake.

## Obres de beneficència
El 18 de juliol de 2006, Biel va participar en la subhasta de caritat per augmentar els fons per a metges de la jove Molly Bloom de Colorado, que es va lesionar en un accident de cotxe. John Schiffner de Fergus Falls, Minnesota va oferir 30.000 dòlars per sopar amb Biel. "T'ho prometo, sóc una cita barata". Biel i Schiffner van sopar en el restaurant The Palm a Denver el 18 d'agost de 2006.
A principis de 2007, Jessica va cofundar el Make the Difference Network amb el seu pare, Jon Biel, i un altre soci, Kent McBride. Make The Difference Network (MTDN) és una xarxa social, orientada a connectar a organitzacions sense ànims de lucre amb possibles donants i així augmentar la consciència de les petites i mitjanes organitzacions sense ànim de lucre. La missió de MTDN és democratitzar donant visibilitat a milers d'organitzacions sense ànims de lucre i potenciar possibles donants per buscar, seleccionar i finançar aquestes organitzacions específiques de "desitjos" i, a continuació, per veure els resultats de les seves donacions. Make the Difference Network es va presentar en el Clinton Global Initiative el 2007, on es van comprometre a democratitzar a través de la utilització d'una xarxa social.

## Filmografia
Les seves pel·lícules més destacades són:
| Any       | Títol                                        | Paper                       | Notes                                                |
| --------- | -------------------------------------------- | --------------------------- | ---------------------------------------------------- |
| 1996–2006 | 7th Heaven                                   | Mary Camden                 | Sèrie de televisió (139 episodis)                    |
| 1997      | Ulee's Gold (L'or d'Ulisses)                 | Casey Jackson               |                                                      |
| 1998      | I'll Be Home for Christmas                   | Allie                       |                                                      |
| 2001      | Summer Catch                                 | Tenley Parrish              |                                                      |
| 2002      | Les regles del joc (The Rules of Attraction) | Lara Holleran               |                                                      |
| 2003      | The Texas Chainsaw Massacre                  | Erin Hardesty               |                                                      |
| 2004      | It's a Digital World                         | Regrettal (veu)             |                                                      |
| 2004      | Cellular                                     | Chloe                       |                                                      |
| 2004      | Blade: Trinity                               | Abigail Whistler            |                                                      |
| 2005      | Stealth: L'amenaça invisible (Stealth)       | Tinent Kara Wade            |                                                      |
| 2005      | Elizabethtown                                | Ellen Kishmore              |                                                      |
| 2005      | London                                       | London                      |                                                      |
| 2005      | Family Guy                                   | Brooke (Veu)                | Sèrie de televisió (1 episodi: "Brian the Bachelor") |
| 2006      | L'Il·lusionista                              | Duquessa Sophie von Teschen |                                                      |
| 2006      | Retorn a l'infern (Home of the Brave)        | Vanessa Price               |                                                      |
| 2007      | Next                                         | Liz Cooper                  |                                                      |
| 2007      | I Now Pronounce You Chuck and Larry          | Alex McDonough              |                                                      |
| 2008      | Hole in the Paper Sky                        | Karen Watkins               | Curtmetratge, també productor executiu               |
| 2008      | Una família amb classe (Easy Virtue)         | Larita Whittaker            |                                                      |
| 2009      | Planet 51                                    | Neera (veu)                 |                                                      |
| 2009      | Powder Blue                                  | Rose-Johnny                 |                                                      |
| 2010      | El dia de Sant Valentí (Valentine's Day)     | Kara Monahan                |                                                      |
| 2010      | The A-Team                                   | Capt. Charisa Insulse       |                                                      |
| 2011      | New Year's Eve                               | Tess                        |                                                      |
| 2012      | L'home de les ombres (The Tall Man)          | Julia Denning               |                                                      |
| 2012      | Total Recall                                 | Melina                      |                                                      |
| 2012      | Hitchcock                                    | Vera Miles                  |                                                      |
| 2012      | Playing for Keeps                            | Stacie                      |                                                      |
| 2013      | Emanuel and the Truth About Fishes           | Linda                       |                                                      |
| 2013      | The Devil and the Deep Blue Sea              | Penny                       |                                                      |
| 2014      | Shiva and May                                | May                         |                                                      |
| 2014      | New Girl                                     | Kat                         | Sèrie de televisió (12 epísodis)                     |
| 2015      | Accidental Love                              | Alice Eckle                 |                                                      |
| 2015      | Bleeding Heart                               | May                         |                                                      |
| 2015      | A Kind of Murder                             | Clara Stackhouse            |                                                      |
| 2016      | Spark                                        | Vix                         | Veu                                                  |
| 2016      | The Devil and the Deep Blue Sea              | Penny                       |                                                      |